# Oudsaksische godsdienst
De Oudsaksische godsdienst was een natuurgodsdienst die beleden werd door de Saksen. De oudste sporen van deze religie stammen uit het vroeg-mesolithicum. Na de komst van het christendom, vanaf ongeveer het begin van de 5e eeuw na Chr., verdween de godsdienst geleidelijk vrijwel geheel.

## Offergaven

### Mesolithicum
In deze religie speelden offergaven een belangrijke rol. Hiervoor werden er voorwerpen in het veen gedeponeerd. De oudst bekende offergaven stammen uit het vroeg-mesolithicum en zijn gevonden in Noord-Nederland. Het betreft hier geweien van edelherten.

### Neolithicum
In het neolithicum werden er stenen werktuigen en potten gedeponeerd in open water en venen. Van de potten is onbekend of zij het offer waren of slechts dienden als omhulsel voor voedsel- en of drankoffers.

### Bronstijd

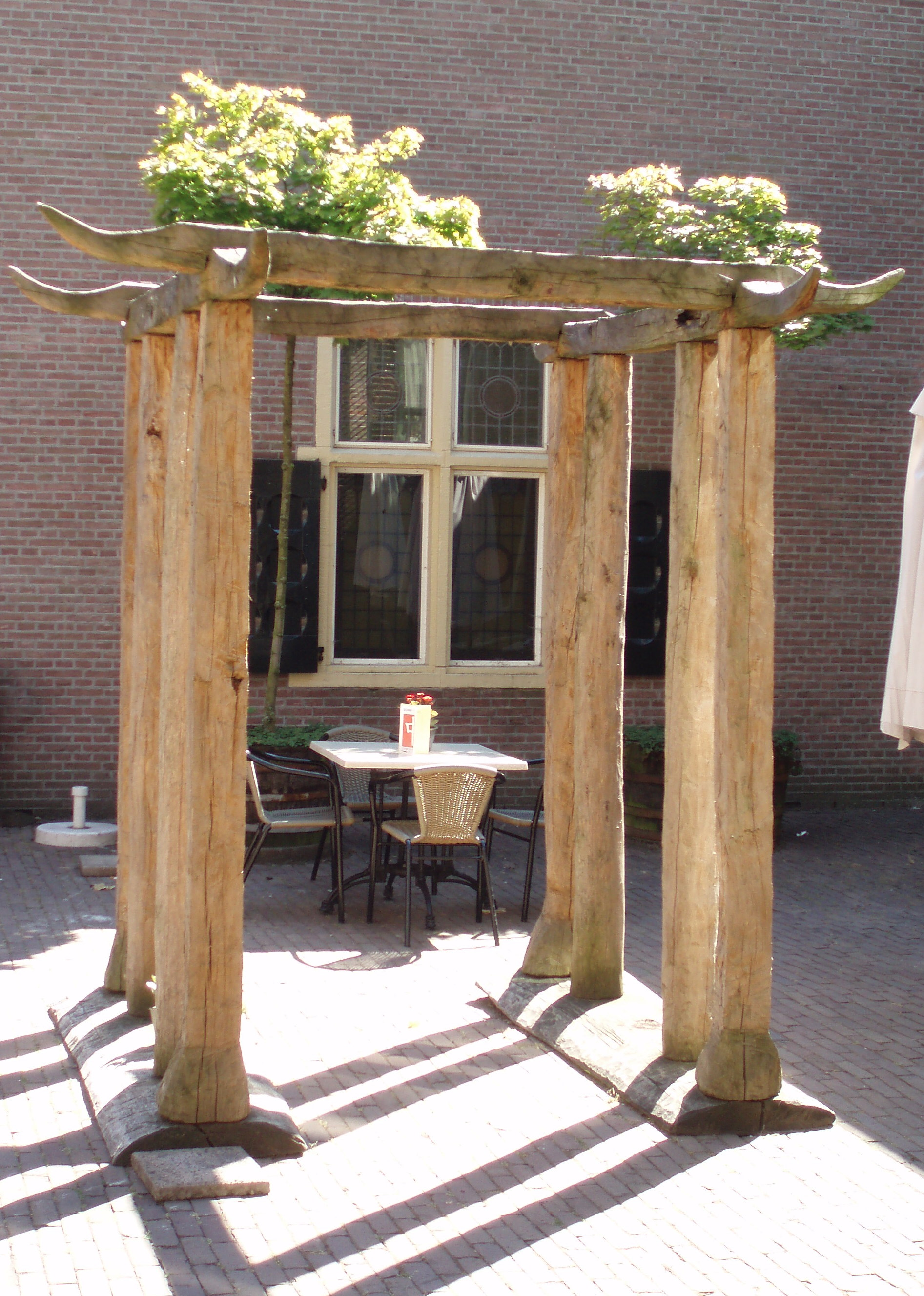
Tempeltje van Barger-Oosterveld

In de bronstijd werden er ook bronzen voorwerpen geofferd. Hierbij gaat het om werktuigen, wapens, sieraden, vaatwerk en luren.
De offers werden nog steeds gebracht in open wateren en venen, maar hier werden nu ook offerplatforms gebouwd. Het Tempeltje van Barger-Oosterveld is hier een voorbeeld van.
In de loop van de bronstijd en in de daaropvolgende ijzertijd gingen houten cultusbeelden een rol spelen bij deze offerplaatsen.
Voordat het offer werd gebracht, werd het voorwerp eerst beschadigd en/of onklaar gemaakt. De reden waarom dit werd gedaan, is onbekend. Wellicht was het ter voorkoming van nieuw gebruik door anderen, waardoor het offer zijn kracht zou verliezen.

### Mensenoffers
In bijna alle perioden van de religie zijn er mensenoffers gebracht. Door de gunstige conserveringseigenschappen van het veen zijn sommige van deze mensenoffers bewaard gebleven in de vorm van veenlijken. Een mogelijk voorbeeld hiervan is het Meisje van Yde.
De personen die werden geofferd zijn vaak op een gewelddadige manier om het leven gebracht. Ze werden gewurgd, doodgestoken of onthoofd. Soms werden ze ook vastgebonden.
De Vita Sancti Lebuini noemt geen mensenoffer, maar de volkslegende wil dat te Heemse nabij Hardenberg de 8e-eeuwse missionaris en heilige Lebuïnus van Deventer een Saksische jongen kort voor het voltrekken van het mensenoffer redde van de offersteen bij het oude Witte of Sint-Lambertuskerkje.

## De komst van het christendom

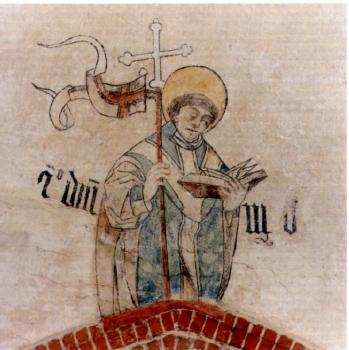
Lebuïnus

Na de 2e eeuw worden de bewoners van het gebied Saksen genoemd naar het enkelzijdige zwaard dat zij voerden. Na de val van het Romeinse Rijk betraden missionarissen, waaronder Lebuïnus, het Saksische gebied. Zij brachten het christendom, waarbij door de christenen vele heiligdommen werden afgebroken, heilige bomen (zoals de Donareik) werden omgehakt en heilige dieren geslacht (zoals op Fositesland (mogelijk Helgoland)). De Rooms-Katholieke Kerk speelde in op de offerbereidheid van de Saksen. Het offeren mocht gewoon doorgaan, maar nu in de nieuw gebouwde houten kerkjes die op de plaats van de oude heiligdommen werden gebouwd. De Witte of Sint-Lambertuskerk in Heemse is hiervan een voorbeeld. Naast deze kerk ligt nog een oude offersteen.
Uiteindelijk werden de Saksen door de Franken onder leiding van Karel de Grote tijdens de Saksenoorlogen (772-804) met wapengeweld en deportatie van opstandige mannelijke volksdelen bekeerd tot het christendom en als stamhertogdom Saksen onder Karels petekind en voormalig tegenstrever Widukind ingelijfd bij het Frankische Rijk. Een belangrijk leider van de Saksen in die tijd van voor en na de Saksen-opstanden was Widukind. De kerstening van het Saksische gebied mag in de tiende eeuw als vrijwel voltooid gelden, hoewel Oudsaksische gebruiken overbleven. In 823 werd het Sticht Herford, een latere rijksabdij, gesticht door de pas gekerstende Saksische adel.
De heilige Mathilde van Saksen werd, als afstammelinge van Widukind, maar tevens van gedeeltelijk Friesen en Deensen bloede, een belangrijke heilige in het Saksische gebied. Haar oudste zoon Otto I de Grote werd de eerste keizer van het Heilige Roomse Rijk in 962.

## Hedendaagse overblijfselen

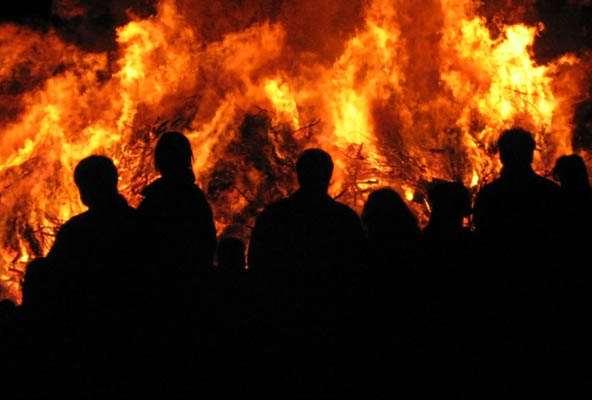
Paasvuur

Hoewel het christendom de oude oorspronkelijke religie van de bewoners van het Saksisch grondgebied voor het grootste gedeelte heeft vervangen, zijn er ook nu nog overblijfselen en gebruiken te zien die oorspronkelijk afkomstig zijn uit de Oudsaksische religie: paasvuren, witte wieven, Sinterklaas, Midwinterhoornblazen.